# Fläcknäbbad and
Fläcknäbbad and (Anas poecilorhyncha) är en fågel i familjen änder inom ordningen andfåglar. Tidigare behandlades denna art och kinesisk and som en och samma art.

## Utseende
Fläcknäbbad and är en rätt stor (58–63 cm) och mestadels brun simand. Karakteristiskt är ljust huvud med mörk hjässa och ögonstreck, mörkare fjällig kropp och mörk näbb med gul spets och vitt på tertialerna. Kinesisk and (tidigare behandlad som samma art) är mycket lik, men är större och har mycket mindre ljus fjällning på undersidan, mindre vitt på tertialerna och lilablå vingspegel istället för grön. Den saknar också en röd fläck vid näbbroten men har istället ett mörkt streck från mungipan till kinden.

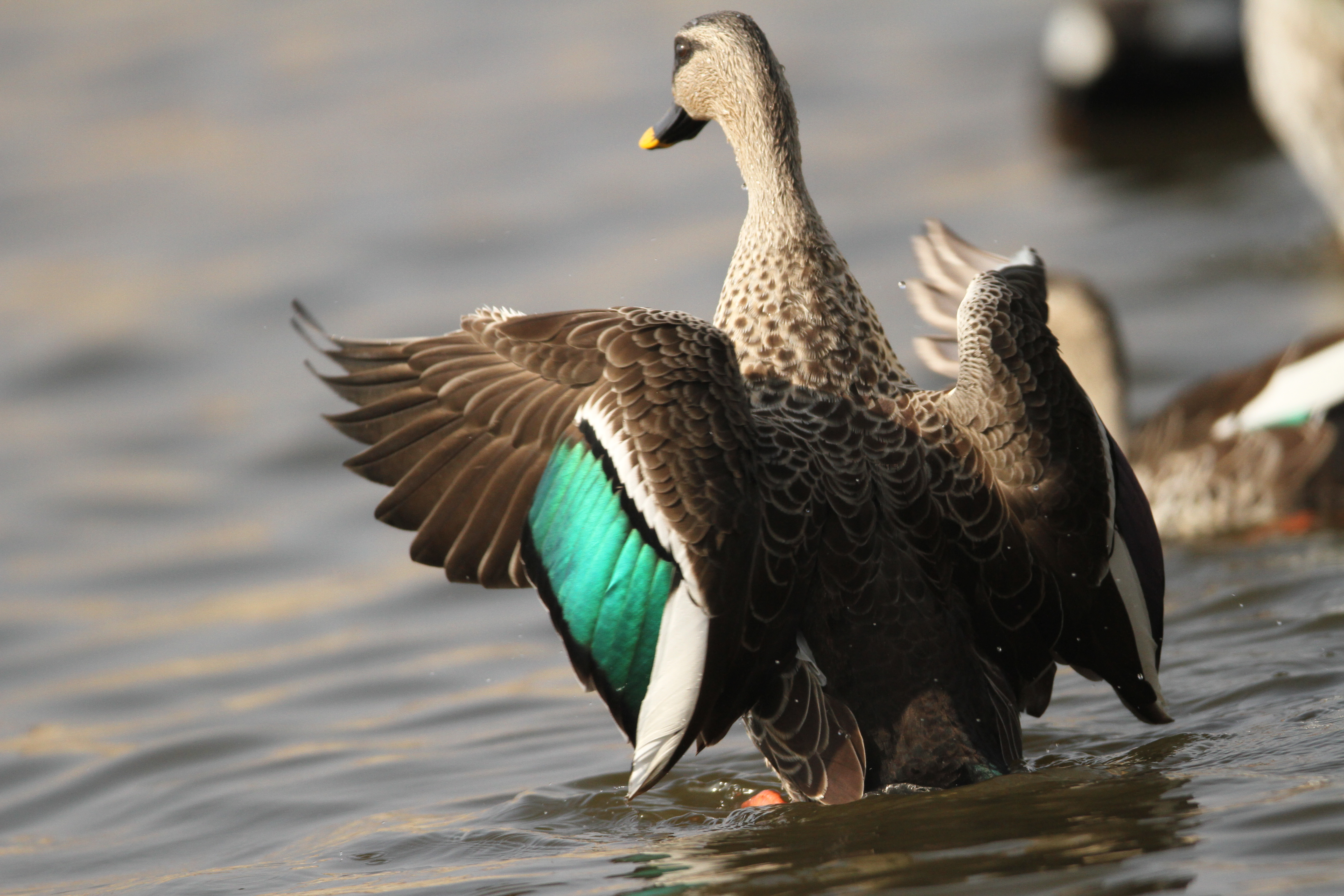
Hane fläcknäbbad and visar upp den karakteristiska gröna vingspegeln.

## Utbredning och systematik
Arten delas upp i två underarter med följande utbredning:
- Anas poecilorhyncha poecilorhyncha – förekommer på den Indiska subkontinenten och Sri Lanka
- Anas poecilorhyncha haringtoni – förekommer från Myanmar och Assam till sydligaste Kina och Laos

Länge behandlades den tillsammans med kinesisk and som arten Anas poecilorhyncha, men urskiljs numera som egna arter på grund av genetiska och utseendemässiga skillnader. De häckar också sympatriskt i Kina.

## Levnadssätt
Fågeln hittas i olika typer av våtmarker, både inåt landet och utmed kusten. Födan består huvudsakligen av vegetabilier som frön och växtdelar, men har även noterats ta vattenlevande insekter och dess larver. Häckningssäsongen varierar geografiskt och efter vattentillgång, men mest juli–oktober i norra Indien och november–december i södra Indien.

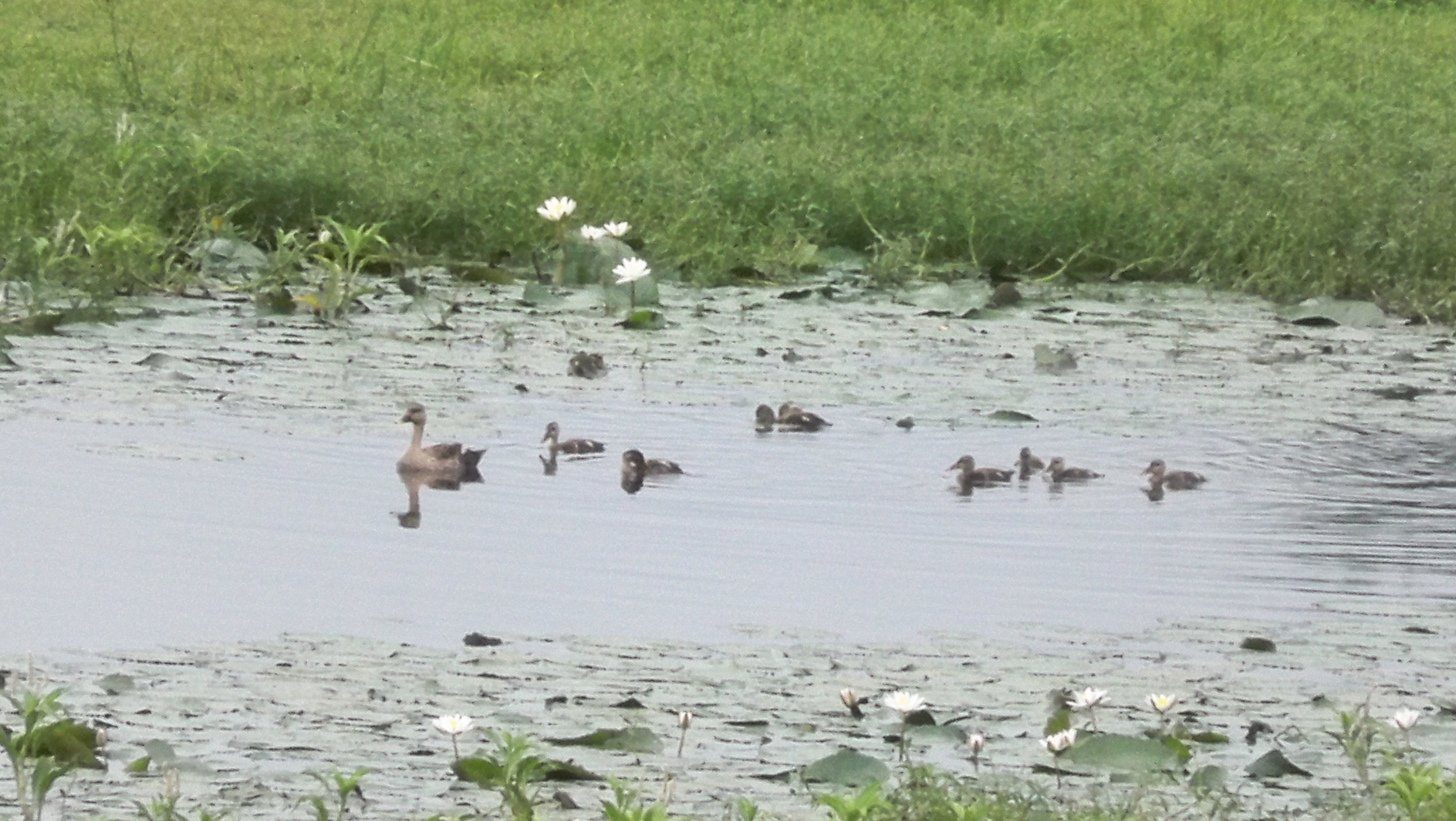
Fläcknäbbad and med ungar.

## Status
Arten har ett stort utbredningsområde och en stor population. Utifrån dessa kriterier kategoriserar IUCN arten som livskraftig (LC). Den tros minska i antal, men inte tillräckligt snabbt för att arten ska betraktas som hotad. Världspopulationen uppskattades 1999 till mellan 150 000 och 1,1 miljoner individer.

## Namn
Tidigare kallades arten indisk fläcknäbband på svenska, men justerades 2022 av BirdLife Sveriges taxonomikommitté för att förtydliga att den inte är systerart till östlig fläcknäbband, som också döptes om till kinesisk and.